# Roma Esporte Apucarana
La Roma Esporte Apucarana, noto anche semplicemente come Roma Apucarana, è una società calcistica brasiliana con sede nella città di Apucarana, nello stato del Paraná.

## Storia
Il 6 dicembre 2000, il club è stato fondato a Barueri, nello stato di San Paolo da João Wilson Antonini con l'aiuto degli investimenti dell'impresa della Roma Incorporadora. Il club più tardi ha poi fatto un accordo con la città di Apucarana e si è trasferito nella città. Ha partecipato al Campeonato Brasileiro Série C nel 2007, dove è stato eliminato alla seconda fase.

## Palmarès

### Competizioni statali
- Campeonato Paranaense Segunda Divisão: 1

2010
- Copa Paraná: 1

2006

### Altri piazzamenti
- Recopa Sul-Brasileira:

Semifinalista: 2010